# Дранске
Дранске (њем. Dranske) општина је у њемачкој савезној држави Мекленбург-Западна Померанија. Једно је од 42 општинска средишта округа Риген. Према процјени из 2010. у општини је живјело 1.257 становника. Посједује регионалну шифру (AGS) 13061008.

## Географски и демографски подаци
Дранске се налази у савезној држави Мекленбург-Западна Померанија у округу Риген. Општина се налази на надморској висини од 2 метра. Површина општине износи 20,8 km². У самом мјесту је, према процјени из 2010. године, живјело 1.257 становника. Просјечна густина становништва износи 61 становник/km².